# Киизбаева, Сайра

Народная артистка Киргизской ССР Сайра Киизбаева среди бойцов. Октябрь 1942 года

Сайра Киизбаева (кирг. Сайра Кийизбаева; 1917—1988) — советская, киргизская оперная певица (лирико-драматическое сопрано), педагог. Народная артистка СССР (1958).

## Биография
Родилась 24 октября (7 ноября) 1917 года в селе Тёкёлдёш (ныне в черте Бишкека, Кыргызстан).
В 1931 году поступила во Фрунзенский женский педагогический техникум. С 1933 года работала инструктором в райкоме ЛКСМ.
С 1936 году училась в студии Киргизского музыкально-драматического театра (с 1942 года — Киргизский театр оперы и балета), с этого же года — солистка театра.
В 1940 году училась в национальной студии при Московской консерватории. В 1947—1949 годах совершенствовалась в Московской консерватории (класс M. M. Мирзоевой). В 1952 году стажировалась в Большом театре.
В 1947 году участвовала в съемках фильма «Советская Киргизия».
В 1963—1965 годах — директор Киргизского театра оперы и балета.
Работала на сцене до 1972 года. Исполняла ведущие партии в национальных операх. Первая киргизская певица, выступавшая в партиях классического репертуара. Исполняла их на киргизском и русском языках.
Выступала и как камерная певица, в концертах. Репертуар включал арии из опер, несколько сотен романсов и песен.
В 1959 году дебютировала в качестве режиссёра в опере Дж. Пуччини «Мадам Баттерфляй».
В 1971 году окончила экстерном Узбекскую консерваторию (Ташкент).
Гастролировала по городам СССР и за рубежом (Китай, Монголия, Англия, Болгария).
С 1957 года преподавала пение во Фрунзенском музыкально-хореографическом училище им. М. Куренкеева (ныне Бишкекское хореографическое училище им. Ч. Базарбаева) и в студии при Театре оперы и балета. С 1967 года — заведующая кафедрой сольного пения Киргизского института искусств им. Б. Бейшеналиевой (с 1973 — доцент, с 1978 — профессор), с 1983 года — заведующая кафедрой оперной подготовки.
Депутат Верховного Совета Киргизской ССР 2-6-го созывов.
Умерла 11 октября (по другим источникам — 10 октября) 1988 года во Фрунзе. Похоронена на Ала-Арчинском кладбище.

## Награды и звания
- Орден Дружбы народов (1988)
- Медаль «Ветеран труда» (1979)
- Орден Октябрьской Революции (1977)
- Знак «Отличник народного образования Кыргызской ССР» (1977)
- Орден «Знак Почёта» (1963)
- Народная артистка СССР (1958)
- Лауреат Всесоюзного фестиваля драматических и музыкальных театров, ансамблей и хоров (1957)
- Орден «Знак Почёта» (1951)
- Орден Ленина (1946)
- Народная артистка Киргизской ССР (1942)
- Орден Трудового Красного Знамени (7 июня 1939) — за выдающиеся заслуги в деле развития киргизского театрального искусства
- Заслуженная артистка Киргизской ССР (1939)
- Почётные Грамоты Верховного Совета СССР и Киргизской ССР

## Партии
- 1937 — «Алтын кыз» В. Власова и В. Фере — Аджар
- 1938 — «Алтын кыз» В. Власова и В. Фере — Чинар
- 1939 — «Айчурек» В. Власова, А. Малдыбаева, В. Фере — Айчурек
- 1939 — «Аршин мал алан» У. Гаджибекова — Гюльчохра
- 1941 — «Патриоты» В. Власова, А. Малдыбаева, В. Фере — Мать
- 1942 — «Кокуль» М. Раухвергера — Куляйим
- 1942 — «Евгений Онегин» П. Чайковского — Татьяна
- 1943, 1953 — «Мадам Баттерфляй» Дж. Пуччини — Баттерфляй
- 1946, 1966 — «Манас» В. Власова, А. Малдыбаева, В. Фере — Каныкей
- 1950 — «Пиковая дама» П. Чайковского — Лиза
- 1950 — «Запорожец за Дунаем» Н. Гулака-Артемовского — Одарка
- 1951 — «На берегах Иссык-Куля» В. Власова, А. Малдыбаева, В. Фере — Джамиля
- 1951 — «Русалка» А. Даргомыжского — Наташа
- 1952 — «Айдар и Айша» А. Аманбаева и С. Германова — Айша
- 1952 — «Фауст» Ш. Гуно — Маргарита
- 1953 — «Молодые сердца» М. Абдраева — Айнаджан
- 1954 — «Князь Игорь» А. Бородина — Ярославна
- 1955 — «Демон» А. Рубинштейна — Тамара
- 1956 — «Токтогул» А. Малдыбаева и М. Абдраева — Валентина
- 1956 — «Паяцы» Р. Леонкавалло — Недда
- 1957 — «Черевички» П. Чайковского — Оксана
- 1957 — «Опричник» П. Чайковского — Наталья
- 1957 — «Ак Шумкар» С. Ряузова — Гульнар
- 1958 — «Токтогул» А. Малдыбаева и М. Абдраева — Тотуя
- 1959 — «Мурат» Л. Книппера — Сайра
- 1960 — «Аида» Дж. Верди — Аида
- 1962 — «Тоска» Дж. Пуччини — Тоска

## Память
- Именем С. Киизбаевой названа одна из улиц жилого массива Бишкека.